# Phacelia leonis
Phacelia leonis är en strävbladig växtart som beskrevs av Howell. Phacelia leonis ingår i Faceliasläktet som ingår i familjen strävbladiga växter. Inga underarter finns listade i Catalogue of Life.